# ワーワン・プレス
ワーワン・プレス (Wa-Wan Press) は、1901年に作曲家アーサー・ファーウェルが、マサチューセッツ州ニュートン・センターで1901年に設立したアメリカ合衆国の音楽出版社。同社はもっぱら、いわゆるインディアニスト運動 (Indianist movement) に関わる作曲作品の出版に注力し、アメリカ先住民（インディアン）の伝統的な音楽を自分の作品に取り入れようと試みた作曲家たちの作品を発表した。この試みは、創設者ファーウェルが意図したようにアメリカ合衆国のクラシック音楽に革命をもたらすことはできなかったが、1912年にG・シャーマー社に買収されて解散するまでの11年間、経営的には成功し続けた。

## 沿革
チェコ出身のアントニン・ドヴォルザークは、1890年代にナショナル音楽院 (National Conservatory of Music of America) の院長を務めた時期、アメリカ合衆国の作曲家たちに、クラシック音楽においてもアメリカ独自のユニークなスタイルを発展させるべきだと説いたが、ファーウェルはドヴォルザークが民俗音楽を愛し、自作に取り入れている姿に触発された。ファーウェル自身も、1899年から1901年にかけての短期間、コーネル大学で教員となっていたが、この時期から彼はアメリカ先住民の旋律に基づいた小品の作曲を手がけ始めた。コーネルを去ってニュートン・センターに移った彼は、楽曲集『American Indian Melodies』を完成させた。彼はそれを出版してくれる音楽出版社を探したが、失敗し、その結果、1901年に自身でワーワン・プレスを立ち上げた。「ワーワン (Wa-Wan)」は、「誰かに歌いかける (to sing to someone)」という意味で、オマハ族の伝統儀式を讃え、それに因んで選ばれた名称であった。
この音楽出版社は、財政的な支援なしに立ち上げられ、ファーウェルの自宅に置かれ、従事していたのはファーウェル自身と、その父ジョージ (George) だけであった。1901年に出版された最初の作品は、ファーウェルの『American Indian Melodies』と、エドガー・スティルマン・ケリーの二つの作品であった。ファーウェルは、ワーワン・プレスの創設が、アメリカ合衆国の音楽界における「ドイツ人の支配 (German domination)」を打破すべく立ち上がる、クラシック音楽の革命をもたらすものと期待していた。彼の考えでは、アメリカ合衆国の音楽は、「何でもドイツ人のメガネを通して見るばかり」であり、「この支配への反抗は、絶対的な歴史の必然」であった
最初の5年間、ワーワン・プレスは四半期ごとに声楽曲1曲と器楽曲1曲を出版し、これを年間購読料8ドルで提供していた。この年間契約者の数は順調に伸び、1907年には、毎月新しい楽譜が印刷されるようになった。この年、ファーウェルは、「アメリカの作曲家たちとアメリカ人の音楽生活の利益の前進」を謳った、ワーワン協会 (Wa-Wan Society) を設立した。その後、ワーワン・プレスは、一般に市販される楽譜も出版するようになった。ファーウェルはそれに、解説や注釈、エッセイなどを執筆し、美しく仕上げられた冊子の表紙などに施された斬新な文字のデザインなども、自ら手がけることもしばしばあった。ファーウェルは、こうした自分の仕事を特に誇りとしており、後には、多くの出版社が自分の着想を取り入れた、と述べた。
1908年になると、同社は定期購読者を失い始め、財政的な困難に直面した。1912年の時点で、ファーウェルは既に『Musical America』誌のボストン地域における代表的な音楽評論家となっており、ワーワン・プレスに対する情熱は陰りを見せていた。彼は、ワーワン・プレスのG・シャーマー社への譲渡に合意したが、G・シャーマー社は程なくしてこの事業を廃止した。11年間の活動期間中、ワーワン・プレスは、カルロス・トロイヤー、ルービン・ゴールドマーク、ヘンリー・F・ギルバートなど37人の作曲家の作品を出版したが、そのうち9人は女性であった。1970年には、アーノ・プレス (Arno Press) と『ニューヨーク・タイムズ』紙が共同で、ワーワン・プレスのすべての楽曲を復刻した5巻本を、ヴェラ・ブロドスキ・ローレンス (Vera Brodsky Lawrence) の編集により出版した